# Dewdrops in the Garden
A Dewdrops in the Garden a Deee-Lite együttes harmadik, és egyben utolsó stúdióalbuma, mely 1994-ben jelent meg az Elektra Records kiadónál.

## Az albumról
A megjelenéskor Lady Miss Kier összehasonlította a Dewdrops in the Garden és Infinity Within albumaikat mondván az Öböl háború és Bush elnök éveiben úgy érezte, hogy fontos szerepet tölt be a médiában az ő megjelenésük. Az új albumnak inkább személyes politikai mondanivalója van, mint globális. Az albumot Lady Miss Kier utazásai is ihlették, többek között a Grand Canyon-ban tett látogatásai, élményei is.
Az albumon a Deee-Lite tagjai mellett DJ Ani (On-E) is közreműködött, azonban Towa Tei elhagyta a csapatot, hogy közreműködjön a japán Nokko albumán, illetve saját bemutatkozó albumát is elkészíthesse. Towa Tei ígérte, hogy visszatér a csapat negyedik stúdióalbumának előkészületeihez, azonban a negyedik album nem készült el.
Az albumról egy négy számos remix album is napvilágot látott olyan dalokkal mint a Picnic in the Summertime, vagy a Bring Me Your Love, Call Me és azok remixeivel. Ezek közül a Call Me felkerült a Hot Dance Music / Club Play listájára.

## Számlista
Az utolsó szám előtt egy 12 perces csönd van, mielőtt elkezdődik az Bring Me Your Love című dal.
Minden dal szerzője Deee-Lite
1. "Say Ahhh..."  – 4:10
2. "Mind Melt"  – 0:33
3. "Bittersweet Loving"  – 3:42
4. "River of Freedom"  – 4:06
5. "Somebody"  – 3:29
6. "When You Told Me You Loved Me"  – 2:58
7. "Stay in Bed, Forget the Rest"  – 3:09
8. "Call Me"  – 3:50
9. "Music Selector is the Soul Reflector"  – 4:29
10. "Sampladelic"  – 0:47
11. "Bring Me Your Love"  – 3:38
12. "Picnic in the Summertime"  – 3:32
13. "Apple Juice Kissing"  – 3:13
14. "Party Happening People"  – 3:58
15. "DMT (Dance Music Trance)"  – 4:27
16. "What is this Music?" 0:22
17. "Bring Me Your Love" (Johnny Vicious Cosmic Isness Remix, Hidden track)  – 17:48

## Slágerlista
| Slágerlista (1994) | Legmagasabb helyezés |
| ------------------ | -------------------- |
| U.S. Billboard 200 | 127                  |